# Египат у средњем веку
Средњовековни Египат (енгл. Egypt in the Middle Ages) обухвата период историје Египта од пада Западног римског царства (476), до пада под власт Османлија (1517). Може се поделити на византијски период (476—640) и арапски период (641—1517).

## Византијско доба

### Римски Египат
Римским освајањем хеленистичког Египта (30. пре н.е), Египат је постао римска провинција под влашћу префекта (епарха) и подељен је у три области: Доњи Египат (лат. Aegyptus Ionia), Средњи Египат (лат. Aegyptus Herculia, Arcadia) и Горњи Египат (лат. Thebais, Тебаида). Званични језик остао је грчки: латински се употребљавао само у војсци. Главна римска упоришта била су Александрија, која се као транзитна лука Арабије, Сомалије и Индије развила у главни трговачки центар, Пелузијум и тврђава Вавилон (лат. Babylon) у делти Нила, подигнута у време цара Трајана, а префект је располагао војском од око 23.000 људи.

### Хришћанство и Византија
Опадање римског Египта почело је у 3. веку, у општој кризи која је тада захватила Римску Империју. Хришћанство се раширило међу домороцима, доприносећи јачању коптског језика и писма, и потискујући грчки елемент. Под влашћу Византије (од 395) економска моћ Египта, који је постао посебна дијецеза, наставила је да опада, као и његов војни потенцијал. Блеми, дивља племена источно од нубијског Нила, наносили су велике штете Горњем Египту све док нису савладани и преведени у хришћанство. У Египту се картагински егзарх Ираклије побунио 609. против византијског цара Фоке (602-610). Његов син Ираклије тукао је Фокину флоту и продро у Цариград 3. октобра 610, где је крунисан за цара Византије. Међутим, 616. Персијанци упадају у Египат, и тек су после 10 година окупације потиснути у Сирију и Месопотамију. Свирепи прогони коптске цркве, који су потом уследили, знатно су олакшали Арабљанима да освоје Египат.

## Арапски период

### Арапско освајање Египта
Египат је освојио арабљански војсковођа Амр ибн ал-Ас: пошто је јануара 640. заузео Пелузијум са свега 3.000-4.000 људи, добио је нова појачања од 5.000 људи и потукао Византинце код Хелиопоља (јула 640). Одмах затим заузео је Вавилон на Нилу, а његова цитадела пала је априла 641. Египат је тиме пресечан на два дела. Александрија је освојена септембра 642: уз помоћ византијске флоте ослободила се устанком 645, али ју је Амр ибн ал Ас поново заузео наредне године.

### Калифат Омејида (641—750)
Као у другим освојеним земљама, Арабљани се нису мешали са домаћим становништвом. Код Вавилона у делти Нила подигли су већ 642. свој војнички логор ал-Фустат, који се постепено развио у главни град Египта. Оставивши становништву обичаје и веру, аутономну администрацију, грађанску и верску, Арабљани су од становништва узимали само порез у новцу и натури за издржавање војске. Но,и поред тога, приливом Арабљана са полуострва и материјалним и моралним привилегијама, које је пружала припадност доминирајућој вери и народности, Египат се постепено арабизује и исламизује. Нестаје, најпре, грчког језика (од 706. арапски је званични језик), а затим и коптског. Ипак је Египат успео да сачува многе индивидуалне црте које су, потенциране географско-стратегијским положајем, чиниле основу његових тежњи за аутономијом.
У Арабљанској Империји Египат је служио као база за даљу експанзију у Африци, а касније као спона између њених западних и источних поседа. За време владавине династије Омејида у Египту је, због све веће експлоатације и опорезивања народа, дошло до три већа коптска устанка (725, 739. и 750), који су угушени.

### Калифат Абасида (750—868)
За време владавине Абасида положај Египта се и даље погоршавао. Војни походи Арабљана све више су исцрпљивали економске снаге земље. Већ у четвртој години абасидске владавине (754) долази поново дижо устанка Копта. И касније је долазило до низа устанака против Арабљана, од којих су најзначајнији били 828. и 831. После тих устанака домородачки најамници замењени су страним, претежно Турцима. сем тога Египат се давао у лено турским војсковођама, који су именовали своје гувернере. У то време сви кључни положаји у држави били су у рукама Турака, док је Египат био све мање везан за калифат.

### Локалне династије (868—969)
У периоду владавине Абасида калифат се распао на мноштво засебних држава. Ахмед ибн-Тулун (арап. Aḥmad ibn Ṭūlūn‎, 870-884) био је први гувернер Египта који се прогласио независним од калифе. Он је заузео Палестину, Сирију и западну Месопотамију. За време владавине Тулунида (арап. Banū Ṭūlūn‎, 868-906) у Египту је дошло до привредног и културног развоја. Но, ни та династија се није дуго одржала. Од 905. до 935. Египтом поново владају гувернери абасидског калифе. Они два пута (913—915. и 919-921) одбијају инвазију Фатимида из Туниса. Пре него што су Фатимиди коначно освојили Египат, у њему је завладала нова династија Икшида (арап. Banū Ikhshīd, 935-969). Мећутим, ни Тулуниди ни Икшиди нису имали никаквог ослонца у народу.